# Tisane
 (septembre 2019).
Si vous disposez d'ouvrages ou d'articles de référence ou si vous connaissez des sites web de qualité traitant du thème abordé ici, merci de compléter l'article en donnant les références utiles à sa vérifiabilité et en les liant à la section « Notes et références ».

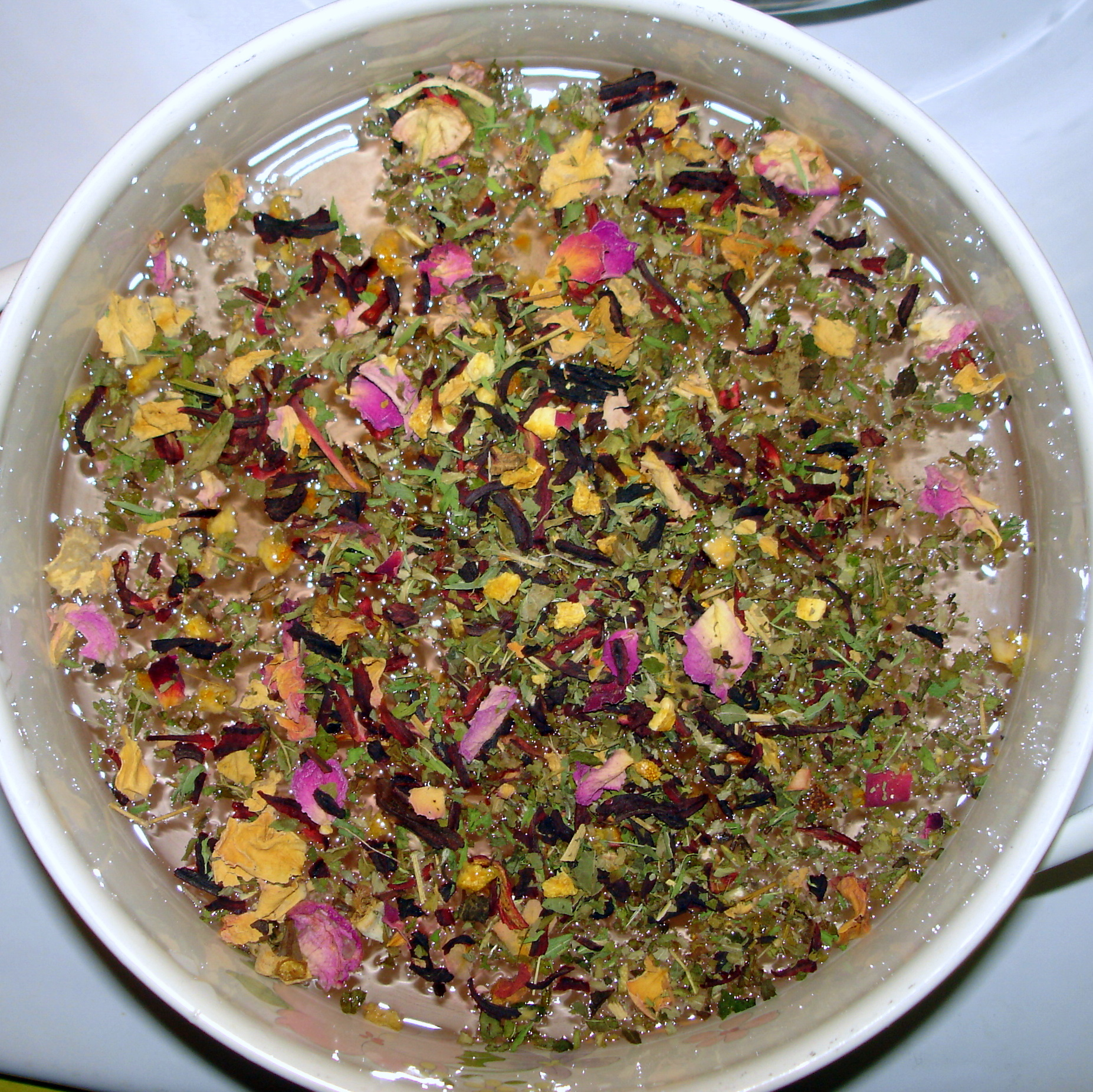
Mélange de tisane

Une tisane (du grec ancien : πτισάνη, ptisánē qui désigne un gruau d'orge puis une décoction, par le latin tisana) est une boisson obtenue par macération, digestion, infusion ou décoction de matériel végétal (fleurs fraîches ou séchées, feuilles, tiges, racines), dans de l'eau chaude ou froide. Le terme est employé dans le langage courant pour désigner l'ensemble des infusions non caféinées et les différencier ainsi du thé et du maté. 

## Mode de préparation

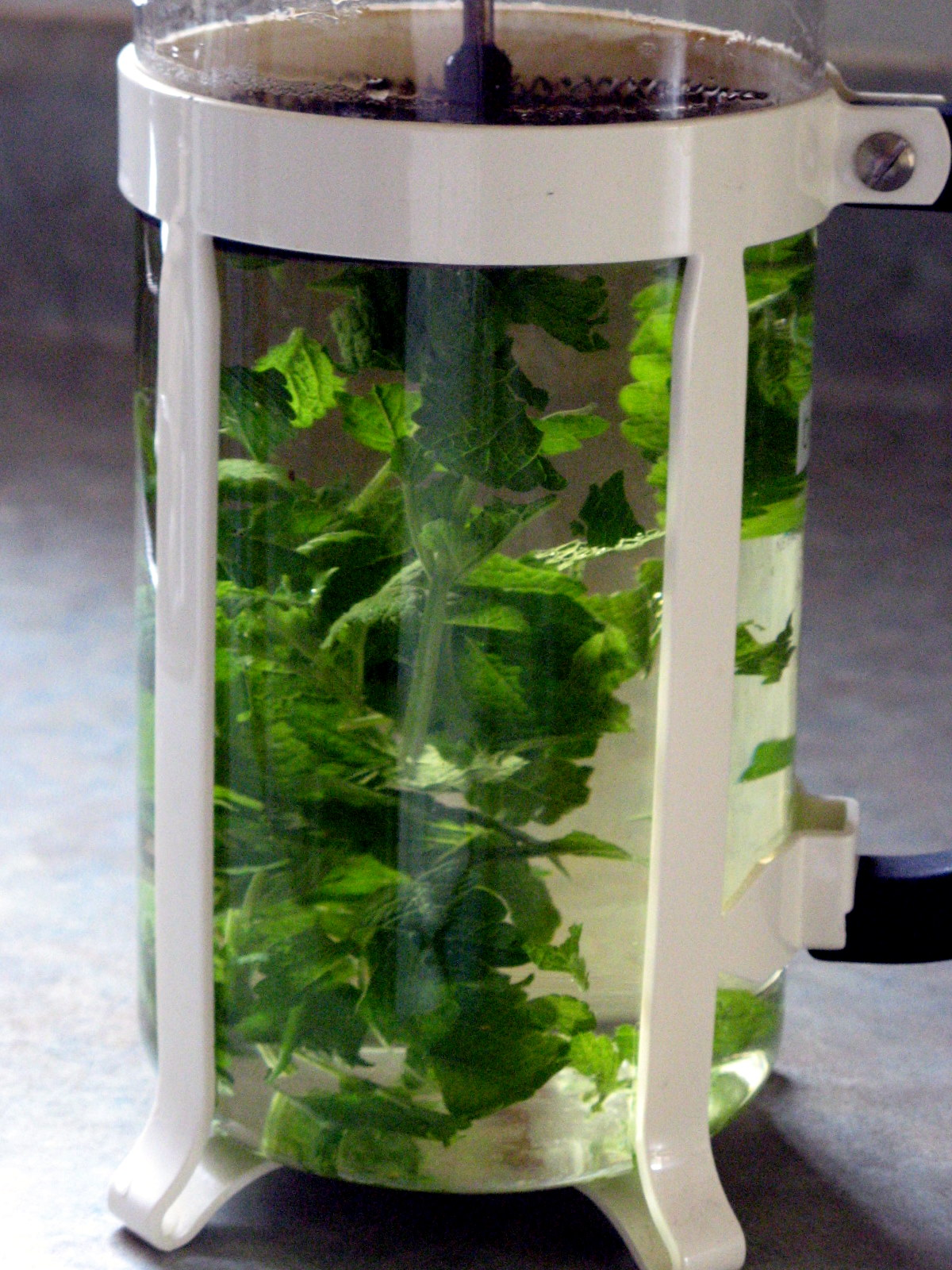
Mélisse officinale

Les différents modes de préparation ont tous pour but d'extraire les principes actifs des végétaux.
- La macération consiste à laisser tremper le matériel végétal dans l'eau froide pendant plusieurs heures. On parfume ainsi de l'eau à la menthe, à la mélisse, etc.
- La digestion consiste à maintenir en contact le matériel végétal avec de l'eau à une température inférieure à celle de l'ébullition, mais supérieure à la température ambiante pendant quelques heures.
- L’infusion consiste à verser de l'eau bouillante sur le matériel végétal (surtout fleurs et feuilles) puis à le laisser tremper pendant quelques minutes. Par exemple : infusion de verveine, de tilleul, de badiane, de sauge, de thé, de maté, etc.
- La décoction consiste à jeter le matériel végétal (surtout racines et tiges) dans l'eau, à porter celle-ci à ébullition pendant quelques minutes, puis éventuellement à la laisser refroidir. Par exemple : décoction de queues de cerises, de prêles, d'avoine, etc. La décoction contient toujours une plus grande quantité de principes actifs de la plante que l'infusion.

Ces modes de préparation sont courants en cuisine et servent à extraire les composés aromatiques des plantes.
Quelle que soit la préparation, le liquide obtenu est en général filtré avant d'être bu. Il est parfois adouci par adjonction de sucre, de miel, etc. Et il est recommandé de ne pas le boire trop chaud, car ceci est source d'un risque accru de cancer de l’œsophage (comme dans le cas du café, du thé ou d'autres boissons),,,.

## Genres de tisane
Parmi les tisanes les plus répandues, citons :
- la feuille de bibacier (Eriobotrya japonica) - néflier du Japon - dont la décoction donne le « thé de feuilles de bibacier » commun en Chine ou au Japon.

- le café d'orge, connue au Japon sous le nom de mugicha et en Corée sous celui de boricha, sa saveur grillée rappelle celle du café (l'amertume et la caféine en moins), elle est souvent bue froide en été ;
- la camomille romaine, recherchée pour ses vertus digestives ;
- le maté de coca, une boisson infusée de feuilles de coca ;
- le maté ou yerba maté, un arbuste que l'on trouve principalement en Argentine, en Uruguay et au Brésil, et qui donne une boisson caféinée ;
- les fleurs de chrysanthème séchées ;
- la graine de fenouil, qui stimule la production de lait chez les femmes allaitantes ;
- la racine de gingembre, réputée aphrodisiaque ;
- les pétales d'hibiscus, bue chaude ou froide (karkadé) ;
- la menthe, particulièrement la menthe poivrée ;
- la feuille de goyavier (Psidium guajava) dont la décoction suivie d'infusion donne le thé de feuilles de goyavier apprécié en Chine ou dans l'Asie du sud.
- le gui, en macération ;
- la feuille de mûrier (genre Morus) dont la décoction donne le thé de feuilles de mûrier largement utilisé en Chine.
- l'écorce (on faisait un sirop tonique d'écorce d'olivier au XVIe siècle[6]) et la feuille d'olivier (Olea europaea subsp. europaea)[7], en infusion ou décoction[8], tisane de feuilles d'olivier (en) avec de nombreuses indications[9].
- l'ortie, reconnue pour ses propriétés antianémiques[10]. À long terme, elle est antihistaminique, diminuant le processus des allergies [réf. nécessaire].On l'utilise aussi lors d'arthrite, de rhumatismes, de lumbagos et de sciatiques [réf. nécessaire]. C'est une excellente amie de la femme enceinte [réf. nécessaire]. Aide à retrouver l'énergie perdue et à accéder à notre pleine vitalité[réf. nécessaire]. Aide à l'alcalinisation et à la désintoxication de l'organisme[réf. nécessaire]. Tonique des reins, c'est une légère diurétique[réf. nécessaire] ;
- la feuille de plaqueminier (Diospyros kaki) - le kaki - dont la décoction suivie d'infusion donne le thé de feuille de plaqueminier bu au Japon.
- le rooibos, une plante d'Afrique du Sud, parfois improprement appelée thé rouge, auquel on prête les vertus antioxydantes similaires à celle du thé, mais qui ne contient pas de caféine ;
- la sauge ; utile pour les troubles du foie, l'inflammation des muqueuses du nez et de la bouche ; est efficace contre les maux de gorge, la transpiration, les bouffées de chaleur. Elle stimule la digestion ;
- le thym, pour ses vertus digestives ou respiratoires ;
- le romarin ; stimulant circulatoire ;
- la mélisse ;
- le gaillet odorant (aspérule) ;
- la verveine ; calmante et digestive ;
- le tilleul, pour ses vertus apaisantes.

La plupart de ces plantes sont vendues dans le commerce en vrac ou en sachets prêts à infuser.

## Vertus des tisanes
Les vertus thérapeutiques des plantes sont connues et utilisées depuis des millénaires ; des centaines de plantes médicinales sont connues à ce jour et leur utilisation est systématisée dans le cadre de la phytothérapie. Les infusions sont une survivance quotidienne et populaire de cet usage très ancien.
Le principal inconvénient des préparations issues de plantes réside néanmoins dans leur composition très variable : selon l'historique de sa préparation (conditions agronomiques de la croissance de la plante, protocoles de récolte, d'entreposage, de conditionnement, de livraison, etc.) une tisane peut se révéler soit sur-dosée, soit sous-dosée au point de développer des effets contraires à ceux recherchés ou de ne plus présenter aucune efficacité. De plus, la présence de pesticides néfastes peut souvent suivre la préparation de la croissance de la plante jusqu'à sa consommation, le plus souvent sans qu'aucun contrôle ne soit possible.
Parmi les vertus des tisanes les plus recherchées, citons :
- tisanes à visée digestive

anis vert, badiane (anis étoilé), camomille, marjolaine (ou origan), menthe, romarin, sauge, serpolet et thym, verveine.
- tisanes recommandées comme calmantes

mélisse, tilleul, fleur d'oranger.
- tisanes diurétiques

reine-des-prés, queues de cerise (elles sont à employer avec précaution et jamais tous les jours, car elles peuvent déséquilibrer l'équilibre hydrominéral de l'organisme et installer un état de semi-déshydratation permanent et peu recommandable)[source insuffisante].
On mélange fréquemment plusieurs plantes pour en combiner les effets (verveine et menthe, verveine et tilleul, etc.).
Les tisanes vendues comme « amaigrissantes » sont des tisanes purgatives et diurétiques, qui font perdre quelques kilogrammes d'eau du fait de la déshydratation ; elles peuvent donc être dangereuses pour la santé.

### Phytomédecine et pathologies contemporaines
La mise en évidence des effets protecteurs des composés antioxydants, constituants bioactifs de nombreuses plantes (polyphénols, flavonoïdes, acides phénoliques, etc.) a attiré la communauté des chercheurs vers l'utilisation le plus souvent des feuilles sous forme de boissons, tisanes et compléments alimentaires. C'est notamment le cas des propriétés anti-âge ou des pathologies du vieillissement. On peut citer : Moringa oleifera, les feuilles de curry, les feuilles de goyave, le thé vert, les feuilles d'olivier (en), le Ginkgo biloba, les feuilles d'herbe du tigre (Centella asiatica), les feuilles de vigne, les feuilles de Justicia adhatoda.